# Erlan Scherow
Erlan Scherow (kirgisisch Эрлан Шеров, * 19. Juni 1998 in Bischkek) ist ein kirgisischer Judoka, der bei Weltmeisterschaften eine Bronzemedaille und bei Asienspielen eine Goldmedaille erkämpfte.

## Sportliche Karriere
Erlan Scherow war 2015 Zweiter der U18-Asienmeisterschaften in der Gewichtsklasse bis 81 Kilogramm. 2017 wurde er Dritter der U21-Asienmeisterschaften, 2018 siegte er.
Seit 2019 kämpfte Scherow normalerweise in der Gewichtsklasse bis 90 Kilogramm. Bei der Sommer-Universiade 2019 wurde er davon abweichend Fünfter in der offenen Klasse. Bei den Asienmeisterschaften 2022 erreichte Scherow das Finale und verlor dann gegen den Japaner Sanshiro Murao.
Bei den 2023 ausgetragenen Asienspielen in Hangzhou erreichte Scherow ebenfalls das Finale und besiegte dann den Usbeken Davlat Bobonov. Im April 2024 gewann Scherow eine Bronzemedaille bei den Asienmeisterschaften. Einen Monat später bei den Weltmeisterschaften in Abu Dhabi verlor Scherow im Halbfinale gegen den Japaner Gōki Tajima, den Kampf um Bronze gewann Scherow gegen den Italiener Christian Parlati. Bei den Olympischen Spielen 2024 in Paris schied Scherow im Achtelfinale gegen den Spanier Tristani Mosakhlishvili aus.